# Chloroleucon tenuiflorum
Chloroleucon tenuiflorum là một loài thực vật có hoa trong họ Đậu. Loài này được (Benth.) Barneby & J.W.Grimes mô tả khoa học đầu tiên.